# Janiwar, Jevargi
Janiwar là một làng thuộc tehsil Jevargi, huyện Gulbarga, bang Karnataka, Ấn Độ.